# Hydria
Hydria (oldgræsk: ὑδρία) er en antik græsk vasetype. Den er formet som en stor krukke med brede skuldre, har to vandrette hanke, smal nakke og bred, flad munding. Navnet kommer fra hydor, græsk for vand og henviser til, at krukken typisk blev brugt til at bære og opbevare vand i.